# Тейлор, Мелдрик
Ме́лдрик Те́йлор (англ. Meldrick Taylor; 19 октября 1966, Филадельфия) — американский боксёр полусредних весовых категорий, выступал за сборную США в первой половине 1980-х годов, чемпион летних Олимпийских игр в Лос-Анджелесе. В период 1984—2002 успешно боксировал на профессиональном уровне, в разное время владел титулами чемпиона мира по версиям МБФ и ВБА.

## Биография
Мелдрик Тейлор родился 19 октября 1966 года в Филадельфии, штат Пенсильвания. Активно заниматься боксом начал уже в раннем детстве под впечатлением от выступлений старшего брата Майрона. Первого серьёзного успеха на ринге добился в возрасте пятнадцати лет, когда одержал победу на юниорском турнире «Золотые перчатки»: сначала на уровне штата, затем в национальном зачёте. В 1984 году успешно прошёл отбор в американскую олимпийскую команду и вместе со сборной отправился на летние Олимпийские игры в Лос-Анджелес, где победил всех соперников в полулёгком весе, в том числе таких известных боксёров как Джон Ванджау, Омар Катари и Питер Коньегвачиэ. Вскоре после этих соревнований решил покинуть национальную команду и попробовать себя среди профессионалов, всего в любительском боксе провёл 103 боя, из них 99 окончил победой.
Уже в ноябре 1984 года состоялся первый профессиональный бой Тейлора, он победил техническим нокаутом соотечественника Люка Лекке — в первом же раунде трижды отправил его в нокдаун. В течение четырёх последующих лет победил множество сильных боксёров и в сентябре 1988 года в поединке с Бадди Макгиртом завоевал титул чемпиона мира в первом полусреднем весе по версии Международной боксёрской федерации (МБФ). Впоследствии два раза защитил титул, лишившись его в марте 1990 года в бою с непобеждённым мексиканцем Хулио Сезаром Чавесом. Поединок получился скандальным — после одиннадцати раундов Тейлор выигрывал по очкам, но в двенадцатом оказался в нокдауне, и, несмотря на готовность продолжить бой, был остановлен судьёй буквально за две секунды до гонга. Неоднозначное решение рефери произвело большой общественный резонанс, противостояние Тейлора и Чавеса было названо боем года по версии журнала «Ринг», а позже это же издание признало его боем десятилетия.
Потерпев обидное поражение, Тейлор продолжил боксировать на высочайшем уровне — уже в январе 1991 года он стал чемпионом мира Всемирной боксёрской ассоциации (ВБА) в полусредней весовой категории, победив действующего чемпиона Аарона Дэвиса. Дважды защитил чемпионское звание, но затем в 1992 году последовали сразу два поражения подряд, сначала проиграл чемпиону ВБС Терри Норрису, потом был нокаутирован непобеждённым венесуэльцем Крисанто Эспаньей. В сентябре 1994 года прошёл матч-реванш между Тейлором и Чавесом, и вновь дело кончилось остановкой боя — в восьмом раунде Тейлор получил серьёзные повреждения, и рефери вынужден был остановить бой.
Мелдрик Тейлор оставался в профессиональном боксе вплоть до 2002 года, но уже не участвовал в титульных боях и проигрывал не самым сильным соперникам — не мог показывать достойные результаты из-за неврологических проблем. У него диагностировали деменцию, вызванную поражением коры головного мозга, поэтому атлетическая комиссия штата Нью-Джерси запретила ему выходить на ринг. В поздние годы Тейлор написал книгу-автобиографию «В двух секундах от славы» (англ. Two Seconds From Glory), где подробно осветил все этапы своего жизненного пути.